# Maharadschanachtschwalbe
Die Maharadschanachtschwalbe (Caprimulgus atripennis) ist eine Vogelart aus der Familie der Nachtschwalben (Caprimulgidae). Sie kommt im Süden Indiens und auf Sri Lanka vor. Früher wurde sie als Unterart der Schleppennachtschwalbe angesehen.
Ihr Verbreitungsgebiet umfasst bewaldete Lebensräume aller Art.

## Beschreibung
Die Maharadschanachtschwalbe ist 25–27 cm groß, das Männchen wiegt etwa 55 g. Die Oberseite ist graubraun bis hellbraun gefleckt und schwarzbraun gestreift. Der Scheitel ist graubraun, ein breiter Kehlfleck ist beim Männchen weiß. Die Spitzen der Schwanzfedern sind flächig weiß.

## Stimme
Der Ruf des Männchens wird als wiederholtes, fließendes ow-r-r-r-r beschrieben, das – oft von tieferen grog-Lauten wie Schlagen auf Holz eingeleitet – trillernd endet.

## Geografische Variation
Es werden folgende Unterarten anerkannt:
- C. a. atripennis Jerdon, 1845, Nominatform – Indische Halbinsel in den Westghats (Goa südlich bis Kerala) und Ostghats (Odisha südlich bis Tamil Nadu)
- C. a. aequabilis Ripley, 1945 – Sri Lanka

## Lebensweise
Die Nahrung besteht aus Insekten (Käfern, Heuschrecken, Nachtfaltern und Termiten), die im Sturzflug erbeutet werden.
Die Brutzeit liegt in Indien zwischen März und Juli und auf Sri Lanka zwischen Februar und Mai sowie August und September. Die Eier werden direkt ohne Nest auf den Boden gelegt.

## Gefährdungssituation
Die Maharadschanachtschwalbe gilt als „nicht gefährdet“ (least concern).